# 三津谷亮
三津谷 亮（みつや りょう、1988年2月11日 - ）は、日本の元俳優・タレント。2023年9月末までワタナベエンターテインメントに所属していた。男性俳優集団D2およびD-BOYSの元メンバー。

## 略歴・人物
特技は一輪車と津軽弁。2000年・2004年と一輪車の世界大会で1位になり、「違う表現の場を探したい」と芸能界入りを目指す。
2008年、「第5回D-BOYSオーディション」において審査員特別賞を受賞し、ワタナベエンターテインメント入りする。2009年7月にD2の始動時メンバーとなり、イベントや『Dステ』出演などで活動。その後『ミュージカル 忍たま乱太郎』や『ミュージカル・テニスの王子様2ndシーズン』などの外部作品や映画に出演し、本格的に芸能活動を開始。
2013年10月、D2がD-BOYSに加入し、D-BOYSメンバーとなる。
2023年9月8日、所属事務所のワタナベエンターテインメントの公式サイトにおいて、同月30日をもって契約を終了し、芸能活動を引退することが発表された。「かねてより心身の不調が見受けられ、回復に努めてきたものの、このまま活動を続けることが難しく、引退という結論に至った」との説明がなされている。

## 出演

### 舞台
- Dステ
  - vol.3 鴉〜KARASU〜04（2009年4月、青山劇場 / シアターBRAVA!）
  - vol.3 鴉〜KARASU〜10（2009年10月、青山劇場 / シアターBRAVA!）
  - Dステ12th『TRUMP』（2013年1月 - 2月、サンシャイン劇場 / ABCホール） - ソフィ・アンダーソン / ウル・デリコ 役[8][9]
  - Dステ13th『チョンガンネ 〜おいしい人生お届けします〜』（2013年4月 - 5月、本多劇場 / 森ノ宮ピロティホール） - ユンミン 役[8][10]
  - Dステ16th×TS MUSICAL FOUNDATION『GARANTIDO』（2015年5月、東京芸術劇場 プレイハウス / 兵庫県立芸術文化センター 阪急 中ホール） - 西尾 / タダオ 役[11][12]
  - Dステ20th 柔道少年（2017年2月、下北沢ザ・スズナリ / ABCホール） - ミツヤ・ミッチェル・リョウ 役[13]
- ミュージカル 忍たま乱太郎（2010年1月 / 6月 - 7月、シアターGロッソ） - 立花仙蔵 役[14][15]
- 優しい6つの夜のために（2010年8月、表参道GROUND）[16]
- ミュージカル・テニスの王子様2ndシーズン（2011年 - 2012年、TOKYO DOME CITY HALL ほか） - 不二周助 役[17][18]
- 真田十勇士（2013年8月 - 10月 / 2015年1月 - 2月、赤坂ACTシアター ほか） - 筧十蔵 役[19][20]
- 亜雌異人愚（）なグレイス（2013年11月、AiiA Theater Tokyo / 新神戸オリエンタル劇場） - アマンダ 役[21]
- 學蘭歌劇 帝一の國（2014年4月 - 5月、PARCO劇場） - 榊原光明 役[22][23]
  - 【第二章】 學蘭歌劇 帝一の國 －決戦のマイムマイム－（2015年7月、AiiA 2.5 Theater Tokyo / 梅田芸術劇場 シアター・ドラマシティ）[24][25]
  - 【最終章】學蘭歌劇 帝一の國 －血戦のラストダンス－（2016年3月、AiiA 2.5 Theater Tokyo）[26][27]
  - 學蘭歌劇『帝一の國』－大海帝祭－（2017年8月、日本青年館ホール）[28][29]
- Dull-Colored Pop vol.14 『河童』（2014年7月、吉祥寺シアター）[30][31]
- TAKAYUKI SUZUI PROJECT OOPARTS VOL.2『SHIP IN A BOTTLE』（2014年11月、東京グローブ座 ほか） - 鳥居武 役[32][33]
- オフィスコットーネプロデュース
  - 漂泊（2015年3月、吉祥寺シアター） - 俊平 役[34]
  - 加担者（2022年8月26日 - 9月5日、駅前劇場）[35]
- ラヴ・レターズ（2015年6月4日、PARCO劇場） - アンディ 役[36]
- てがみ座 第11回公演 地を渡る舟 -1945 / アチック・ミューゼアムと記述者たち-（2015年10月 - 11月、東京芸術劇場 シアターイースト） - 吉永修司 役[37][38]
- Patch stage vol.7『幽悲伝』（2015年12月、森ノ宮ピロティホール） - 毘流古（） 役[39][40]
- SHOW BY ROCK!! MUSICAL〜唱え家畜共ッ!深紅色の堕天革命黙示録ッ!!〜（2016年2月、Zeppブルーシアター六本木） - シュウ☆ゾー 役[41][42]
- キャラメルボックス featuring D-BOYS「また逢おうと竜馬は言った」（2016年5月 - 6月、サンシャイン劇場 / 新神戸オリエンタル劇場） - 岡本 / 土方 役[43][44]
- 超歌劇（）『幕末Rock』シリーズ - 桂小五郎 役
  - 黒船来航（2016年8月 - 9月、京都劇場 / EX THEATER ROPPONGI） [45][46]
  - 絶叫！熱狂！雷舞（）（2017年11月、大阪メルパルクホール / 11月 - 12月、AiiA 2.5 Theater Tokyo）[47][48]
- ミュージカル『黒執事 〜NOAH’S ARK CIRCUS〜』（2016年11月 - 12月、TOKYO DOME CITY HALL ほか） - ダガー 役[49][50]
- ふるあめりかに袖はぬらさじ（2017年7月、明治座） - 飯塚 役[51][52]
- □字ック第12回公演 滅びの国 （2018年1月、本多劇場）- 祥示 役[53][54]
- 舞台パタリロ!スターダスト計画（2018年3月 - 4月、天王洲銀河劇場 / 森ノ宮ピロティホール） - ロビー少尉 役[55][56]
- 西瓜糖
  - 第7回公演 レバア（2018年4月、中野テアトルBONBON） - 復員兵 役[57][58]
  - 第9回公演 刺繍（2022年10月5日 - 11日、ザ・ポケット）[59]
- 舞台『刀剣乱舞』 - 骨喰藤四郎 役
  - 悲伝 結いの目の不如帰（）（2018年6月 - 7月、明治座 ほか）[60][61]
  - 无伝 夕紅の士（） -大坂夏の陣-（2021年4月 - 6月、IHIステージアラウンド東京）[62][63]
  - 七周年感謝祭 -夢語刀宴會（）-（2023年8月4日 - 6日、幕張メッセ 幕張イベントホール） [64]
- TRUMPシリーズ  - ソフィ 役
  - 10th ANNIVERSARY ミュージカル『マリーゴールド』 （2018年8月 - 9月、サンシャイン劇場 / 梅田芸術劇場 シアター・ドラマシティ）[65][66]
  - 『COCOON 月の翳り星ひとつ』「星ひとつ」編（2019年5月 - 6月）[67][68]
- 椿組『かくも碧き海。風のように』（2019年2月 - e月、下北沢ザ・スズナリ） - よっちゃん 役 （主役） [69][70]
- PARCOSTAGE『奇子』（2019年7月 - 8月、水戸芸術館ACM劇場 / 紀伊國屋ホール / サンケイホールブリーゼ） - 天外伺朗 役[71][72]
- タクフェス第7弾『流れ星』（2019年10月 - 12月、サンシャイン劇場 / 梅田芸術劇場 ほか） - 中富先生 役[73][74]
- 舞台『文豪とアルケミスト』シリーズ - 萩原朔太郎 役
  - 異端者ノ円舞（）（2019年12月 - 2020年1月、森ノ宮ピロティホール / 品川ステラボール）[75][76]
  - 綴り人ノ輪唱（）（2020年9月、品川プリンスホテル ステラボール / 京都劇場[77][78]
- 朗読劇『ドラゴン桜〜2nd season〜 』（2020年1月、サントリーホールブルーローズ） - 栗山祥太 役[79]
- CEDAR舞台『悪霊』（2020年1月、シアター風姿花伝） -  ニコライ・スタヴローギン 役[80][81]
- 東京マハロ 舞台『あるいは真ん中に座るのが俺』（2020年3月、赤坂RED/THEATER）[82][83]
- STAGE GATE VRシアター vol.2『Equal-イコール-』（2020年9月 - 10月、DDD青山クロスシアター）[84][85]
- unrato 朗読劇『ヴィヨン』（2020年10月 - 11月、シアター風姿花伝） - 太宰治 役[86][87]
- 喜劇『お染与太郎珍道中』（2021年2月、新橋演舞場） - 山伏黒雲坊実は同心伝六 役[88][89]
- プリエールプロデュース 
  - 舞台『マミィ!』（2021年7月 - 8月、赤坂RED/THEATER）[90][91]
  - サンセットメン（2022年7月16日 - 24日、東京芸術劇場 シアターウエスト）[92]
- 劇団時間制作プロデュース公演 舞台『ヒミズ』（2021年9月、Theater Mixa）[93][94]
- good morning N°5 舞台『異常以上ゴミ未満、又は名もなき君へ』（2021年11月、12月、小劇場B1）[95][96]
- 演劇の毛利さん －The Entertainment Theater Vol.1『天使は桜に舞い降りて』（2022年1月、サンシャイン劇場 ほか）[97][98]
- ゴツプロ！第七回公演『十二人の怒れる男』（2022年5月、本多劇場） - 陪審員第12号 役[99][100]
- ザ・プレイボーイズ『きみ、僕の世界のなんなのさ』（2022年11月 - 12月、シアター711）[101][102]
- わが町（2023年1月 - 2月、東京芸術劇場 シアターイースト）[103]
- PLAY/GROUND Creation #5『Spring Grieving』side-B「春を送る」（2023年5月、サンモールスタジオ）[104]

### テレビドラマ
- 大河ドラマ（NHK）
  - 真田丸 第25話 - 第27話（2016年6月26日 - 7月10日） - 豊臣秀保 役[105]
- 3人のパパ（2017年4月19日 - 6月21日、TBS ）- 岡山朔 役[106]
- 水戸黄門 最終話（2017年12月6日、BS-TBS ） - 成田 役[107]
- ちょい釣りダンディ 第6話（2022年8月9日、BSテレ東 ） - 楽団員C、釣り人B 役[108]

### テレビ番組
- 舞台『刀剣乱舞』×新次元劇場〜ある一日の記録（2021年5月、TBS ）[109]

### バラエティ
- D2のメシとも! 大阪編（2011年8月 - 9月、朝日放送）[110]
- TV・局中法度!（2012年10月 - 2013年3月、テレビ神奈川・千葉テレビ・テレビ埼玉・サンテレビジョン） - 武田観柳斎 役[111]
- 俺の地図帳 〜地理メンBOYSが行く〜（2014年4月 - 9月、読売テレビ）[112]
  - 2ndシーズン（2015年4月 - 9月 ）[113]

### 映画
- 学校裏サイト（2009年7月25日、ジョリー・ロジャー） - 真田真一 役
- タクミくんシリーズ4 Pure〜ピュア〜（2010年12月18日、ビデオプランニング） - 高林泉 役[114]
- ポールダンシングボーイ☆ず（2011年5月28日、Thanks Lab.） - ミッチー 役[115]
- 忍たま乱太郎（2011年7月23日、ワーナー・ブラザース映画） - 照星 役[116]
- ひだまりが聴こえる（2017年6月24日、日本出版販売） - 横山智紀 役[117]
- ピア〜まちをつなぐもの〜（2019年4月26日、ユナイテッドエンタテインメント） - 黒澤宏介 役[118]
- 劇場版パタリロ!（2019年6月28日、HLGH BROW CINEMA） - タマネギ19号 役[119]
- ダウト 嘘つきオトコは誰?（2019年10月4日、キャンター、スターキャット） - 樫冬也 役[120][121]

### WEB
- ネスレシアター「踊る大空港、（略）」（2016年） - 三吉和孝 役[122][123]
- 俳優落語
  - 第2回（2020年8月、SPWN）[124]
  - 第3回（2020年12月、SPWN）[125]
  - 新年会2021「三年目」（2021年1月、SPWN）[126]
- 『2525推しごと』Season3（2020年12月、ニコニコ生放送）[127]

### ミュージックビデオ
- しなの椰惠 MV
  - 第1弾『嫌い嫌い、大嫌い』（2019年、山田佳奈 脚本/監督、しなの椰惠 音楽）
  - 第2弾『葬いの詩』（2019年、山田佳奈 脚本/監督、しなの椰惠 音楽）
  - 第3弾『舌を噛んで死ねるほどには、』（2019年、山田佳奈 脚本/監督、しなの椰惠 音楽）
  - 第5弾『世界よ、どうかこのままでいて』（2019年、山田佳奈 脚本/監督、しなの椰惠 音楽）

## 作品

### DVD
- D2 The First Message #3 山口賢貴×三津谷亮（2012年9月19日、ポニーキャニオン）

## 書籍

### 写真集
- プリンスシリーズ D-BOYSコレクション 三津谷亮ファースト写真集（2014年5月13日、学研パブリッシング）ISBN 978-4-05-406004-3

### 関連書籍
- 日本を救う2.5次元男子『おうちですごそうwith 2.5次元男子』（2020年08月28日、KADOKAWA）ISBN 978-4-04-604920-9